# Marie-Antoinette reine de France
Pour les articles homonymes, voir Marie-Antoinette, reine de France.
Pour plus de détails, voir Fiche technique et Distribution.
Marie-Antoinette reine de France (titre italien : Maria Antonietta regina di Francia) est un film franco-italien de Jean Delannoy réalisé en 1955 et sorti en salles en 1956.

## Synopsis
Le film porte une vision des évènements de 1789-1793 et de leurs conséquences avec une bienveillante compassion pour la reine (Michèle Morgan), sensible, superbe dans sa splendeur et vulnérable dans son intimité, déchirée entre sa fidélité au roi (Jacques Morel) et sa passion pour Fersen (Richard Todd).

## Fiche technique
- Titre : Marie-Antoinette reine de France
- Titre italien : Maria Antonietta regina di Francia
- Réalisation : Jean Delannoy
- Assistant réalisateur : Pierre Zimmer
- Scénario : Bernard Zimmer, Jean Delannoy et Philippe Erlanger
- Dialogue : Bernard Zimmer
- Costumes : Georges K. Benda
- Décors : René Renoux
- Photographie : Pierre Montazel
- Musique : Jacques Simonot
- Son : Jacques Lebreton
- Montage : Henri Taverna
- Sociétés de production : Les Films Gibé
- Durée : 110 min
- Régisseur : Jean Pieuchot
- Genre : Historique et biopic
- Dates de sortie :
  - France : 27 avril 1956 (Paris)
  - Italie : 13 octobre 1956
- Affiche : Clément Hurel (France)

## Distribution
- Michèle Morgan : Marie-Antoinette
- Jacques Morel : Louis XVI
- Richard Todd : Axel de Fersen
- Aimé Clariond : Louis XV
- Jeanne Boitel : Henriette Campan
- Madeleine Rousset : Madame de Tourzel
- Guy Tréjan : le marquis de La Fayette
- Marcelle Arnold : Madame Adélaïde
- Jane Marken : Madame Victoire
- Madeleine Barbulée (non créditée) : Madame Sophie
- Suzy Carrier : Madame Élisabeth
- Jacques Bergerac : le comte de Provence
- Frédéric Valmain : le comte d'Artois
- Yannick Malloire : Madame Royale, la dauphine
- Jocelyne Darche : Madame Royale, la dauphine (au Temple)
- Olivier Richard : Louis XVII, le dauphin (à 5 ans)
- Raphaël Patorni : le duc de Choiseul
- Camille Guérini : Necker
- Anne Carrère : la comtesse Jeanne du Barry
- Marina Berti : la comtesse de Polignac
- André Chaumeau : le duc de Liancourt
- Yves Brainville : Danton
- Jean Claudio : Antoine Fouquier-Tinville
- Jacques Dufilho : Marat
- Pierre Still : Fabre d'Églantine
- Paul Bonifas : Herman
- Jean-Jacques Lecot : Santerre
- Marcel Pérès : Simon
- Amédée : Sanson
- Jean Vinci : Toulan
- Daniel Ceccaldi : Jean-Baptiste Drouet
- Germaine Delbat : Madame Sauce
- Jacques Hilling : duc de Brunswick
- Georges Lannes : d'Avaray
- André Chanu : l'abbé Girard
- Claudio Gora : Kreutz, l'ambassadeur
- Jean Hébey : le marquis de Migennes
- Edmond Beauchamp : le comte de Luxembourg
- Anne Doat : Rosalie Lamorlière
- Jacques Eyser : le comédien "Joad"
- Hubert Noël : un ami de Fersen
- Alain Saury : un ami de Fersen
- Jean Degrave : un valet de chambre de Louis XV
- Henri Coutet : un palefrenier du Petit Trianon
- Gérard Darrieu : un garde du Petit Trianon
- Bernard Musson : un garde du Petit Trianon
- Jim Gérald : un garde
- Guy Mairesse : un garde
- Charles Bouillaud : un garde serrurier
- Pierre Moncorbier : un huissier
- Jean Sylvain : un laquais
- Jacques Morlaine : un officier
- Raoul Billerey : un officier
- Joe Davray : un cavalier
- Jacques Ciron : un courtisan
- Marfa Dhervilly : une dame de la Cour
- Louis Saintève : un prêtre
- Michel Piccoli : un prêtre réfractaire
- Paul Faivre : un lecteur de libelle
- Gaston Vacchia : un spectateur
- Jacques Marin : un crieur de journaux
- Edmond Ardisson : un locataire des Tuileries
- Sacha Briquet : un consommateur
- Jean Champion : l'aide du bourreau
- Luc Andrieux : un émeutier
- Gilberte Géniat : une émeutière
- Michelle Nadal : une émeutière
- Dominique Page : une émeutière
- Andrée Tainsy : une émeutière
- Zina Rachevsky : une émeutière
- Georgette Anys : une émeutière
- Dominique Davray : une femme
- Albert Augier
- Denise Carvenne : Mme Lebrun, la peintre
- Michel Cogoni
- Gabriel Gobin
- Maïa Jusanova
- Rudy Lenoir
- Louisette Rousseau
- Martine Sarcey
- Georges Sellier
- Paul Demange (à confirmer)

## Distinctions
Le film a été présenté en sélection officielle en compétition au Festival de Cannes 1956.